# Bupleurum boissieuanum
Bupleurum boissieuanum är en flockblommig växtart som beskrevs av H.Wolff. Bupleurum boissieuanum ingår i släktet harörter, och familjen flockblommiga växter. Inga underarter finns listade i Catalogue of Life.